# Écologie ou écologisme
En politique et en sciences, les termes écologie et écologisme sont fréquemment amalgamés. Cet article vise à clarifier ces notions.
Écologie ou écologisme sont deux termes souvent employés comme synonymes. Ils recouvrent pourtant chacun plusieurs sens différents selon les auteurs qui les utilisent.
L'objet de cet article est de mieux comprendre l'usage de ces termes, non d'en apporter des définitions strictes.

## Une science

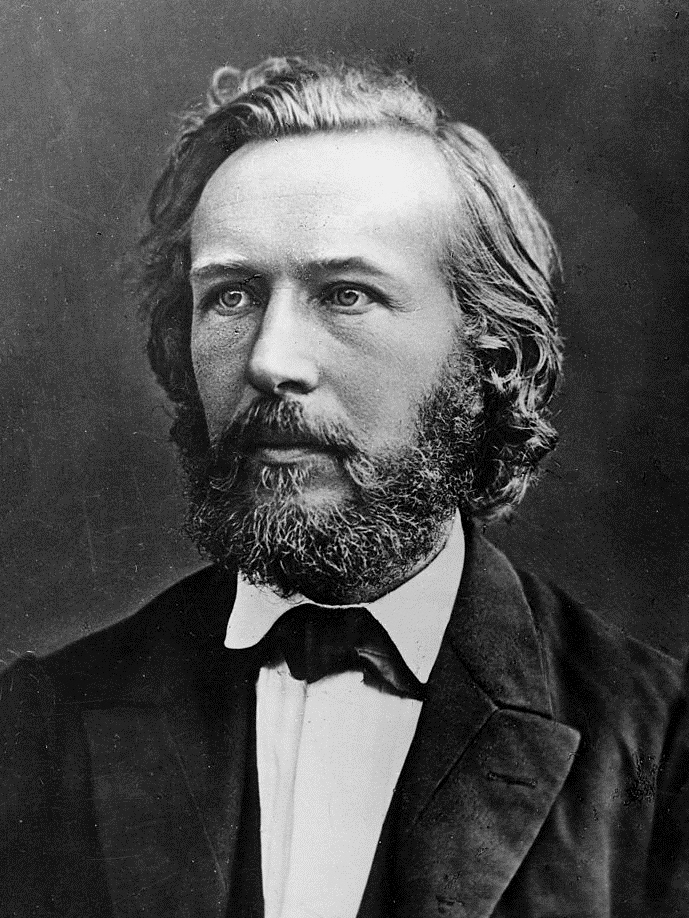
Ernst Haeckel, en 1860

Lorsque le mot « Écologie » est inventé, en 1866, il s'agit dans l'esprit de son créateur, Ernst Haeckel, d'une science visant à étudier les êtres vivants dans leur habitat et les interactions entre ces deux composantes.
Selon  Pierre Jouventin (ancien directeur de recherche au CNRS en éthologie), l'écologie scientifique reste mal connue du grand public, alors que parallèlement et paradoxalement, l'écologie politique est de plus en plus présente dans le discours politique et dans les médias en général.

## Un mouvement citoyen et politique
Dans le sillage des mouvements hippie et punk, sont nés des mouvements de conservation de la nature partout dans le monde (voir l'article Écologisme pour plus de détails). Ces mouvements sont qualifiés communément d'« écologie » ou parfois d'« écologisme ».
Parmi ces mouvement, certains remettent en cause le modèle de société capitaliste actuel, à l'instar des altermondialistes. D'autres pensent que le développement durable permettra de concilier capitalisme et protection de l'environnement.
Au Québec, la distinction se fait, au sein des militants, entre « environnementalistes » et « écologistes », ces derniers remettant en cause la société capitaliste.

## Écologiste ou écologue
- Le terme « Écologiste » peut désigner à la fois le militant de l'écologie politique et de la protection de l'environnement ou le scientifique qui étudie les êtres vivants et leurs interaction avec leur milieu de vie ou biotope[4].

Le diminutif « Écolo » est parfois utilisé pour désigner les militants politiques ou associatifs. En Belgique c'est le nom d'un parti politique particulier : « Écolo », allié d'Europe Écologie Les Verts avec lequel il forme le Groupe des Verts/Alliance libre européenne au parlement européen.
- Certains auteurs, à la fois chez les scientifiques[5],[6], et chez les militants, lui préfèrent le mot « Écologue » pour désigner les spécialistes de l'écologie scientifique.

## Implication des scientifiques dans le débat public
Ce sont bien les préoccupations définies par la science qui sont à la base de l'invention de l'écologie politique. De nombreux écologues rejoignent le militantisme écologique.